# 벽진초등학교
벽진초등학교는 대한민국 경상북도 성주군 벽진면 수촌리에 있는 공립 초등학교다.

## 학교 연혁
- 1923년 4월 10일 벽진공립보통학교 개교
- 1938년 4월 1일 벽진공립심상소학교로 개칭
- 1941년 4월 1일 벽진공립국민학교로 개칭
- 1981년 3월 1일 병설유치원 개원
- 1996년 3월 1일 창리분교장 통폐합, 벽진초등학교 명칭 변경
- 2011년 9월 1일 제21대 이상현 교장 부임
- 2015년 2월 13일 제90회 졸업(총 졸업생 8575명)
- 2015년 3월 1일 6학급 편성(특수학급1), 유치원 1학급 편성
- 2015년 9월 1일 권영석 교장 부임
- 2016년 11월 27일 다목적강당(벽진관) 및 급식소 개관
- 2017년 2월 11일 제92회 졸업생 배출

## 참고 자료
- 벽진초등학교 - 한국교육학술정보원 학교알리미